# Anthurium lievenii
Anthurium lievenii är en kallaväxtart som beskrevs av Eduard August von Regel och Adolf Engler. Anthurium lievenii ingår i släktet Anthurium och familjen kallaväxter. Inga underarter finns listade.